# Siegfried Schoppe

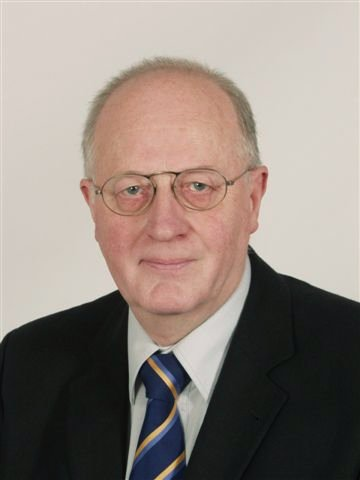
Siegfried Schoppe

Siegfried Georg Schoppe (* 25. April 1944 in Hörstel) ist ein deutscher Wirtschaftswissenschaftler und seit 2009 emeritierter Professor an der Universität Hamburg.

## Wissenschaftlicher und beruflicher Werdegang
Schoppe besuchte das St.-Pius-Colleg in Coesfeld und das altsprachliche Gymnasium Dionysianum von Rheine. Danach studierte er Volkswirtschaftslehre und Betriebswirtschaftslehre an der Westfälischen Wilhelms-Universität in Münster und schloss sein Studium 1971 mit dem Diplom ab. 1973 promovierte er mit einer Arbeit über das Agribusiness zum Dr. rer. pol. Von 1971 bis 1974 war Schoppe Dozent an der Volkshochschule Münster, 1975 lehrte er an der Justus-Liebig-Universität in Gießen, 1978 an der Helmut-Schmidt-Universität der Bundeswehr in Hamburg.
1979 habilitierte er sich in der Volkswirtschaftslehre mit einer Analyse der sowjetischen Außenhandelsstruktur und wurde zunächst Privatdozent, dann ab 1983 Professor an der Universität Hamburg für Volkswirtschaftslehre, insbesondere für Außenwirtschafts- und Entwicklungspolitik. Von 1985 bis 1987 lehrte er an Universität Lüneburg, seit 1987 wieder an der Universität Hamburg am Institut für Wirtschaftssysteme, Wirtschafts- und Theoriegeschichte (IWWT). 1984 erfolgte die Bestellung zum Steuerberater durch die Finanzbehörde Hamburg. Schoppe war Mitbegründer, Gründungspräsident und Dekan mehrerer Business Schools (University of Applied Sciences).

## Geschichtliche und namenskundliche Publikationen
Privat beschäftigt sich Schoppe mit Themen der Antike. Er stellte 2004 die Hypothese auf, dass die Sage des Untergangs von Atlantis mit der Entstehung des Schwarzen Meeres durch eine Flutung verbunden sein könnte. 2017 kam er zu dem Ergebnis, dass die indogermanische Ursprache ihren Ursprung im versunkenen Donaudelta hatte und dass die Linearbandkeramiker auf der Flucht vor der Flut im 6. Jahrtausend vor Christus nach Westeuropa bis zum Rhein kamen. Ferner setzt sich Schoppe unter anderem mit der Varusschlacht und weiteren Ereignissen der Geschichte der Römer in Germanien auseinander. Schoppe bestritt Kalkriese als Schauplatz der Varusschlacht, wie es seit etwa 1988 gehandelt worden war, und sah hier einen Zusammenhang mit den Feldzügen des Germanicus.
2018 stellte Schoppe die These auf, dass die Sage der Heiligen Reinhild von Riesenbeck auf einen Schwesternmord an der Komtessa Liudgarda Äbtissin Reinheldis des Kanonissenstifts Elten im 10. Jahrhundert zurückgehe und die leoninischen Hexameter auf ihrem Epitaph aus der Schule der Roswitha von Gandersheim stammen; dass Reinhildis eine Tochter des Grafen Wichmann I. von Hamaland war und nicht aus dem Hause der Grafen von Tecklenburg und Ravensberg im 12. Jahrhundert stammte – und schon gar nicht ein armes Bauernmädchen vom Knüppenhof in Westerkappeln war, das von der eigenen Mutter auf Betreiben ihres Stiefvaters getötet worden sei.
Seit 2021 vertritt Schoppe in mehreren Büchern eine von ihm entwickelte Kernsilben-Methode, mit der sich Orts- und Flurnamen völlig neu erklären lassen sollen. Diese angebliche Methode sowie die erzielten Ergebnisse wurden in der Wissenschaft allgemein als unbrauchbar zurückgewiesen.

## Schriften
- Kooperation auf der Erzeugerstufe als Grenzfall oder als Übergang zur Konzentration im Agribusiness. Institut für Genossenschaftswesen der Westfälischen Wilhelms-Universität, Münster 1974 (zugleich Dissertation, Münster 1973).
- Die sowjetische Westhandelsstruktur. Ein aussenhandelstheoretisches Paradoxon? (= Ökonomische Studien. Band 31). Fischer, Stuttgart 1981, ISBN 3-437-50259-X.
- als Herausgeber: Kompendium der internationalen Betriebswirtschaftslehre. Oldenbourg, München 1991, ISBN 3-486-21395-4 (2. Auflage 1992, 3. Auflage 1994, 4. Auflage 1998).
- Moderne Theorie der Unternehmung. Oldenbourg, München/Wien 1996, ISBN 3-486-22183-3.
- mit Christian M. Schoppe: Atlantis und die Sintflut. Books on Demand, Norderstedt 2004, ISBN 3-8334-1391-3.
- mit Christian Schoppe und Stephan Schoppe: Varusschlacht. Books on Demand, Norderstedt 2007, ISBN 978-3-8334-9363-8 (Rezension von Peter Kracht).
- mit Christian Schoppe und Stephan Schoppe: Heinrich der Seefahrer, Kolumbus und Magellan. Books on Demand, Norderstedt 2012, ISBN 978-3-8482-0910-1.
- mit Christian Schoppe und Stephan Schoppe: Weißbuch Hermannsschlacht. Osning, Bielefeld 2014, ISBN 978-3-9814963-8-3.
- Das indogermanische Agrar- und Donaukultur-Paket für Alteuropa. Ein Drama in vier Akten. Lit, Münster/Berlin 2017, ISBN 978-3-643-13626-8.
- Sächsisches Land- und römisches Zivilrecht im Konflikt bei kirchlichen Vermögenszuwendungen im Mittelalter. Der Fall der westfälischen „Alleinerbin Reinheldis“. Kovac, Hamburg 2018, ISBN 978-3-8300-9977-2.
- mit Christian M. Schoppe und Stephan A. Schoppe: Geographische Namen im Hl. Römischen Reich Deutscher Nation (= Philologia. Band 254). Kovac, Hamburg 2021, ISBN 978-3-339-12262-9 (Rezension von Christof Spannhoff und Rezension von Harald Bichlmeier).
- Hamburger Straßen-, Brücken- und Flurnamen – grundlegend neu erklärt (= Philologia. Band 257). Kovac, Hamburg 2022, ISBN 978-3-339-12748-8.
- Orts-, Flur- und Straßennamen im Kreis Steinfurt (= Philologia. Band 258). Kovac, Hamburg 2022, ISBN 978-3-339-12802-7 (Rezension von Christof Spannhoff).
- Bremer und Bremerhavener Straßen- und Flurnamen (= Philologia. Band 260). Kovac, Hamburg 2022, ISBN 978-3-339-12886-7.